# Tord del Camerun
El tord del Camerun (Geokichla camaronensis) és un ocell de la família dels túrdids (Turdidae).

## Hàbitat i distribució
Habita els boscos de les terres baixes de Camerun, el Gabon, nord-est de la República Democràtica del Congo i nord-oest d'Uganda.